# 電気力線
電気力線（でんきりきせん、英語: line of electric force、electrical flux line）とは、マイケル・ファラデーによって考え出された、電気力の様子を視覚的に表現するための仮想的な線をいう。
1. 電気力線は正の電荷から負の電荷へと向かう線として書く。
2. 電荷のないところで途切れたり二つ以上の電気力線が交わったりすることはない[注 1]。
3. ある閉曲面を通過する電気力線の本数はその閉曲面の内側に含まれる電気量に比例する。（ガウスの法則）

とする。よって電気力線の密度が、弱い電気力の働く場所では疎に、強い電気力が働く場所では密となるように電気力線は引かれる。上記の条件のうち3番目のものには注意が必要である。電気力線は方向を持つ曲線であるから、曲面を通過する場合内側に向かうものと外側に向かうものが有る。ここで問題にしているのは閉曲面内の電気量と比例するのは内から外へ向かう電気力線の本数から外から内へ向かう電気力線の本数をひいたものである。これがマイナスになる場合閉曲面内の電荷は負である。閉曲面をただ貫くような電気力線は閉曲面内の電気量とは無関係である。
ここで、電気力線は一般的には電荷の有無とは無関係に存在する線であることに注意しなくてはならない。例えば磁束の変化があると、この電気力線が突然に出現するが、電荷は存在しない。もちろん上記の条件は守られるから磁束の変化によって生じた電気力線は閉曲線となる。
電気力線の集まりはファラデー管という。

## 定量的な扱い
電気力線の量は発生元の電荷に等しい。電荷 qからでる電気力線の量 Φ は 
{\displaystyle \Phi =q}
である。
電気力線自体を表す物理量は電束密度である。
点電荷 q から距離 r の点の電束密度は
{\displaystyle {\boldsymbol {D}}={\frac {q}{4\pi r^{2}}}{\boldsymbol {e}}_{r}}
となる。{\displaystyle {\boldsymbol {e}}_{r}}は r 方向への単位ベクトル。